# Amy Fisher
Amy Elizabeth Fisher (Wantagh, 21 de agosto de 1974), que mudou seu nome para Elizabeth Bellers, é uma mulher norte-americana que ficou conhecida como "a Lolita de Long Island" pela mídia em 1992 quando, aos 17 anos de idade, baleou e feriu gravemente Mary Jo Buttafuoco, esposa de seu amante Joey Buttafuoco. Ela inicialmente foi acusada de tentativa de assassinato em primeiro grau, porém assumiu ser culpada de agressão em primeiro grau, ficando sete anos presa. Depois de conseguir liberdade condicional em 1999, Fisher se tornou jornalista e escritora, antes de começar uma carreira como atriz pornográfica em 2007.

## Vida
Fisher nasceu em Wantagh, Nova Iorque em 21 de agosto de 1974, filha de Elliot e Roseann Fisher; seu pai era judeu e sua mãe uma ítalo-americana. Aos 16 anos, enquanto ainda estudava na John F. Kennedy High School em Bellmore, Nova Iorque, ela começou uma relação sexual com Joey Buttafuoco depois de danificar o carro de seus pais e implorar para que ele, que era dono de uma oficina, consertasse o veículo sem sua família saber.

### Crime e prisão
No dia 19 de maio de 1992, Fisher, então com 17 anos, fez com que um cúmplice lhe levasse até a casa de Buttafuoco em Massapequa. Quando Mary Jo Buttafuoco abriu a porta, Fisher lhe disse que Joey estava tendo um caso com sua irmã mais nova, mostrando uma camiseta da oficina de Joey como sua "prova". Quando Mary Jo se virou Fisher atirou nela na cabeça e fugiu.
Fisher acabou presa e acusada de tentativa de assassinato em primeiro grau, porém disse ser culpada de agressão, e em dezembro de 1992 ela foi sentenciada de 5 a 15 anos de prisão. Baseado em um recibo de hotel datado de um dia antes do aniversário de Fisher, Joey Buttafuoco foi acusado de estupro; ele foi condenado em outubro de 1993 e ficou seis meses na prisão.
Em 1999, depois de Fisher ficar sete anos presa, Denis E. Dillon, promotor público do Condado de Nassau, concordou em anular o acordo judicial original de Fisher e um novo foi criado com uma pena de 3 a 10 anos de prisão, fazendo com que fosse solta em liberdade condicional.

### Pós-libertação
Depois de sair da prisão, Fisher se tornou colunista no Long Island Press. Ela escreveu um livro detalhando suas experiências, If I Knew Then..., publicado em 2004. Um ano antes, Fisher havia se casado com Louis Bellera; os dois têm três filhos.

## Vídeo de sexo e carreira na indústria pornográfica
Em outubro de 2007, o New York Post publicou rumores que o marido de Fisher havia vendido uma fita de sexo do casal para o Red Light District Video em Los Angeles. Alguns dias depois a Red Light publicou um comunicado de imprensa dizendo que pretendia lançar um vídeo de sexo do casal. No dia 31 de outubro, fotos de Fisher nua apareceram em várias páginas na internet, e em 1 de novembro a Red Light lançou um pequeno clipe mostrando ela tomando banho e se bronzeando nua. No dia 6 de novembro Fisher processou a Red Light por infringir direitos autorais.
No início de 2008 ela e a Red Light chegaram a um acordo e o processo foi retirado, e Fisher concordou em fazer aparições promocionais. Em 19 de janeiro de 2009, Fisher lançou um filme adulto chamado Amy Fisher: Totally Nude & Exposed, também começando um site pornográfico. Em julho de 2010, foi anunciado que Fisher estrelaria uma série de filmes adultos em 2010 e 2011. Porém, em 2011, ela afirmou que não faria mais nenhum filme pornográfico, mas não descartava a possibilidade de participar de algum no futuro.